# Benamargosa
Benamargosa ist ein südspanischer Ort und eine Gemeinde (municipio) mit nur noch 1.552 Einwohnern (Stand: 2024) im Südosten der Provinz Málaga in der autonomen Gemeinschaft Andalusien.

## Lage und Klima
Der Ort Benamargosa liegt am Fluss gleichen Namens an einem Südhang der Betischen Kordillere in einer Höhe von ca. 135 m; der Ort ist ca. 12 km Luftlinie von der Mittelmeerküste (Costa del Sol) entfernt. Die Provinzhauptstadt Málaga befindet sich etwa 48 km (Fahrtstrecke) südwestlich; die Stadt Vélez-Málaga ist nur knapp 13 km in südöstlicher Richtung entfernt. Das Klima ist gemäßigt bis warm; Regen (ca. 470 mm/Jahr) fällt überwiegend im Winterhalbjahr.

## Bevölkerungsentwicklung
| Jahr      | 1857  | 1900  | 1950  | 2000  | 2020  |
| Einwohner | 3.917 | 3.156 | 2.535 | 1.517 | 1.540 |

Die Einwohnerzahl der Gemeinde ist wegen der Mechanisierung der Landwirtschaft, der Aufgabe bäuerlicher Kleinbetriebe (Höfesterben) und der damit verbundenen Arbeitslosigkeit seit den 1950er Jahren deutlich gesunken.

## Wirtschaft
Die Gegend wurde wahrscheinlich schon in iberischer Zeit von Hirtennomaden und ihren Herden während der Sommermonate aufgesucht. Der sich später entwickelnde Ort mit seinen sich im Wesentlichen selbst versorgenden Einwohnern war traditionell von der Feldwirtschaft und von der Viehzucht abhängig. Heute werden Getreide, Wein, Feigen, Zitronen, Avocados, Oliven und Gemüsepflanzen wie Bohnen und Erbsen angebaut; Benamargosa gehört seit dem Jahr 1932 zu den Gemeinden, in denen Malagawein angebaut werden darf. In den 1960er Jahren begann man mit der Entwicklung des Tourismus in Form der Vermietung von Ferienwohnungen (casas rurales).

## Geschichte
Die ältere Geschichte des Ortes liegt weitgehend im Dunkeln. Prähistorische, iberische, römische, westgotische und selbst maurische Funde fehlen; das Ortsbild mit seinen verwinkelten Gassen legt jedoch eine Besiedlung in maurischer Zeit nahe. Im Jahr 1487 wurde der Ort von einem Heer der Katholischen Könige erobert (reconquista). Die letzten Mauren oder Morisken (hier Monfiés genannt) wurden erst im Jahr 1570 vertrieben. Im Spanischen Unabhängigkeitskrieg war Cútar einer der wenigen Orte auf der Iberischen Halbinsel, die nicht von französischen Truppen besetzt wurden. Stattdessen trieben in den Bergen Banditen (bandoleros) zeitweise ihr Unwesen.

## Sehenswürdigkeiten

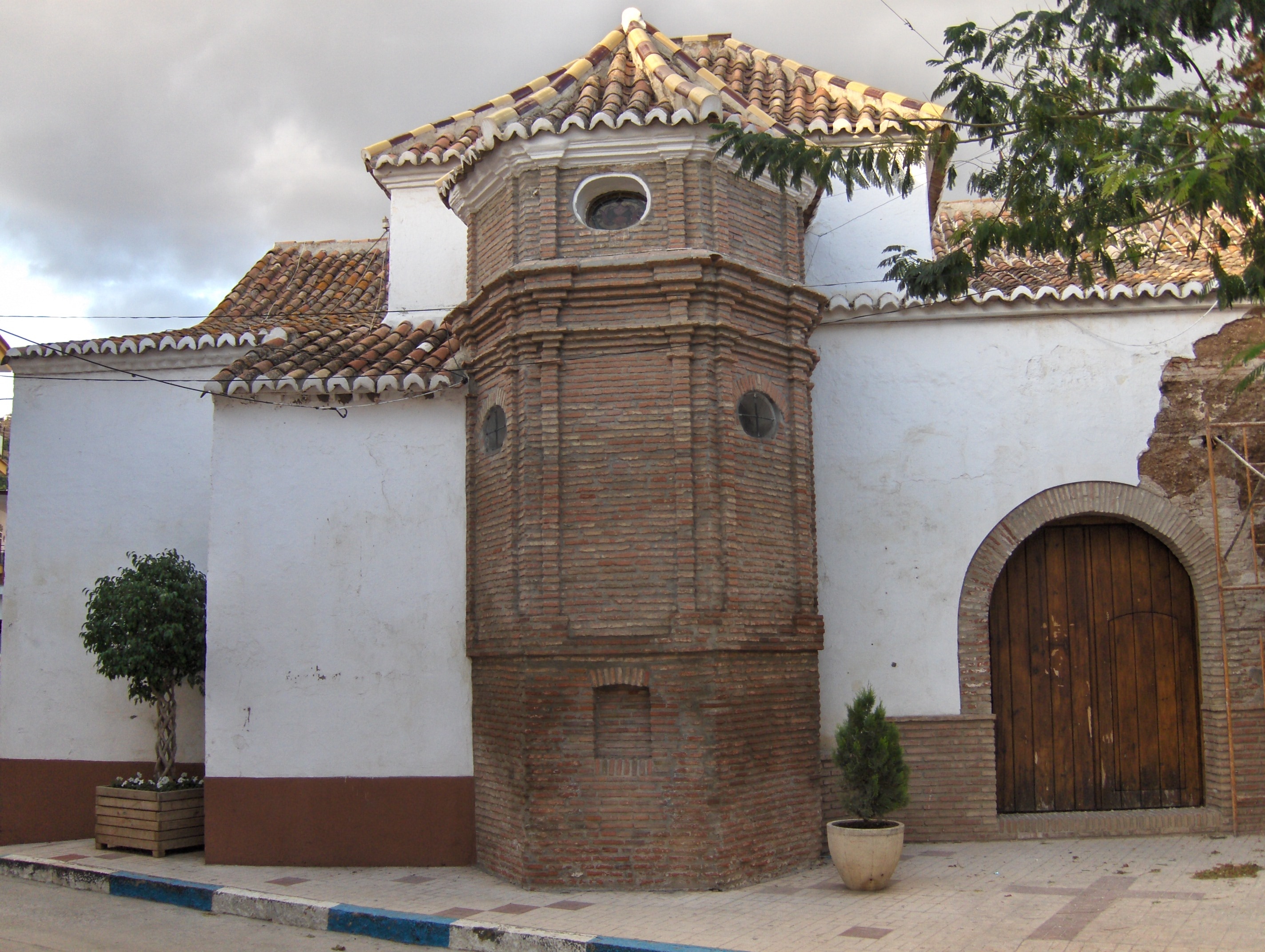
Seitenkapelle der Kirche

- Die dreischiffige Iglesia de la Encarnación wurde Ende des 16. Jahrhunderts anstelle einer Moschee errichtet. Die drei Schiffe (naves) werden von Arkaden getrennt und von einem gemeinsamen Dachstuhl bedeckt. Bemerkenswert ist die später hinzugefügte nördliche Seitenkapelle, die aus der Stadtmauer hervortritt. Unterhalb der Kirche befindet sich eine Krypta.[6]
- Die im 19. Jahrhundert neu erbaute Ermita de San Sebastián ist eine erhöht liegende Kapelle im Ort.
- Die im frühen 20. Jahrhundert erbaute Brücke über den Río Benamargosa (Puente de los 10 Ojos) verbindet den Ort mit den auf der anderen Seite des nach heftigen oder langanhaltenden Regenfällen überschwemmten Flussbetts gelegenen Feldern.